# Xanthoparmelia admirabilis
Xanthoparmelia admirabilis är en lavart som först beskrevs av Brusse, och fick sitt nu gällande namn av Elix. Xanthoparmelia admirabilis ingår i släktet Xanthoparmelia och familjen Parmeliaceae.   Inga underarter finns listade i Catalogue of Life.